# Saul Winstein
Saul Winstein, född 8 oktober 1912 i Montreal, Kanada, död 23 november 1969 i Los Angeles, var en kanadensisk kemist verksam i USA.

## Biografi
Winstein var son till Louis och Anne Winstein och flyttade till USA 1923. Han tog examen vid Jefferson High School 1930. Efter akademiska studier vid University of California tog han doktorsexamen 1938 vid California Institute of Technology. Efter att ha arbetat vidare på ett stipendium på Cal-Tach tillbringade han åren 1939-40 på ett nationellt forskningsstipendium vid Harvard University under professor Paul Bartlett.
Winstein återvände till University of California, Los Angeles och blev biträdande professor 1942 och var sedan professor 1945-69. Han bedrev i sin forskning omfattande studier av organisk-kemiska reaktionsmekanismer. Han var känd som kemisten som upptäckte Winstein-reaktion, där han argumenterade för att en icke-klassisk katjon krävdes för att förklara stabiliteten hos en norbornylkatjon. Detta bidrog till en debatt med Herbert C. Brown över förekomsten av delokaliserade katjoner som denna. Han var också först att föreslå begreppet intima jonpar.  
Winstein var medförfattare av Grunwald-Winstein-ekvationen om solvolyshasighet och fick 1972 National Medal of Science. Hans forskarstudent Richard F. Heck fick 2010 Nobelpriset i kemi.

## Hedersbetygelser
Erkännande av Saul Winstein forskningsprestationer kom i många former. Han var en huvudtalaren vid symposier, som hölls i nästan alla länder som har ett forskningsprogram i organisk kemi. Hans föreläsningar tog honom till Storbritannien, Irland, Kanada, Japan, Tyskland, Italien, Israel, Nederländerna, Australien, Frankrike, Rumänien, Ryssland, Tjeckoslovakien, och Venezuela. 
Bland hans mer formella utmärkelser finns:
- ACS Award i Pure Chemistry, 1948,
- Medlemskap i National Academy of Sciences, 1955,
- Dickson Achievement Award som UCLA alumn 1958,
- Richards Medal of ACS, 1962,
- Hedersdoktor vid University of Montpellier, Frankrike, 1962,
- California Museum of Science and Industry California Scientist of the Year Award 1962,
- Medlemskap i American Academy of Arts and Sciences, 1966,
- McCoy Award, 1966,
- Alumni Distinguished Service Award of California Institute of Technology, 1966,
- ACS Norris Award i fysikalisk organisk kemi, 1967,
- Franklin Memorial Award för enastående bidrag till kemi, 1968.